# Пилюгіно (Ульяновська область)
Пилюгіно (рос. Пилюгино) — село в Цильнинському районі Ульяновської області Російської Федерації.
Населення становить 402 особи. Входить до складу муніципального утворення Анненковське сільське поселення.

## Історія
Від 2004 року входить до складу муніципального утворення Анненковське сільське поселення.

## Населення
| 2010 |
| ---- |
| 402  |